# Pandanus marojejicus
Pandanus marojejicus är en enhjärtbladig växtart som beskrevs av Martin Wilhelm Callmander och Laivao. Pandanus marojejicus ingår i släktet Pandanus och familjen Pandanaceae.
Artens utbredningsområde är Madagaskar. Inga underarter finns listade.